# Saint-Gourgon
Saint-Gourgon ist eine französische Gemeinde mit 96 Einwohnern (Stand: 1. Januar 2022) im Département Loir-et-Cher in der Region Centre-Val de Loire. Sie gehört zum Arrondissement Vendôme und zum Kanton Montoire-sur-le-Loir. Die Einwohner werden Saint-Gourgonnais genannt.

## Geografie
Die Gemeinde Saint-Gourgon liegt etwa 38 Kilometer westnordwestlich von Blois. Umgeben wird Saint-Gourgon von den Nachbargemeinden Saint-Amand-Longpré im Westen und Norden, Gombergean im Osten und Südosten, Saint-Cyr-du-Gault im Süden, Villeporcher im Süden und Südwesten sowie Villechauve im Südwesten.

## Einwohnerentwicklung
| Jahr                       | 1962 | 1968 | 1975 | 1982 | 1990 | 1999 | 2006 | 2015 | 2022 |
| -------------------------- | ---- | ---- | ---- | ---- | ---- | ---- | ---- | ---- | ---- |
| Einwohner                  | 197  | 176  | 158  | 145  | 120  | 116  | 121  | 115  | 96   |
| Quellen: Cassini und INSEE |      |      |      |      |      |      |      |      |      |

## Sehenswürdigkeiten
- Kirche Saint-Gourgon
- Wasserturm

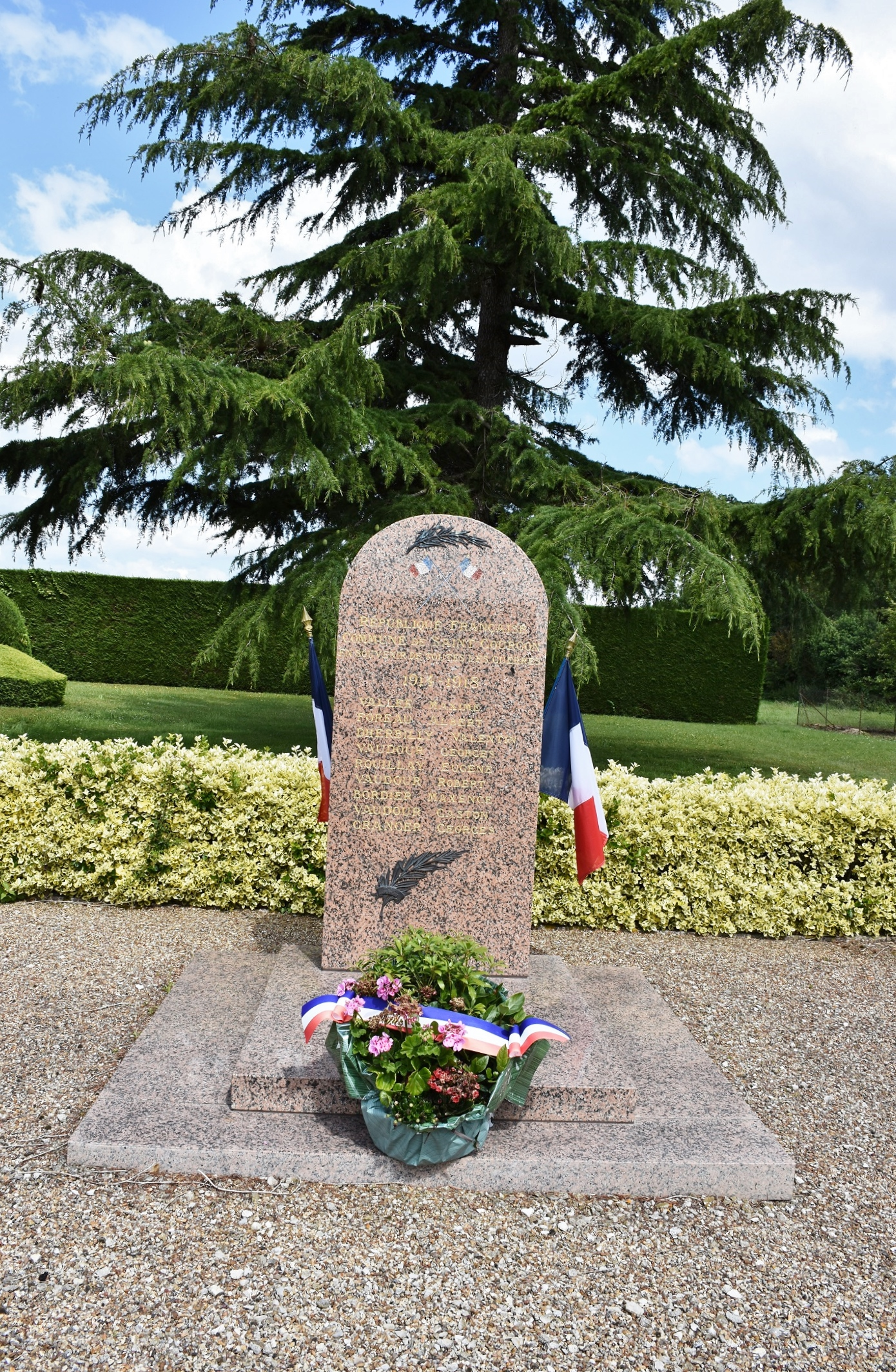
Gefallenendenkmal